# Stanove, Korop
Stanove (în ucraineană Станове) este un sat în comuna Sohaci din raionul Korop, regiunea Cernihiv, Ucraina.

## Demografie
Componența lingvistică a localității Stanove
     Ucraineană (100%)
Conform recensământului din 2001, toată populația localității Stanove era vorbitoare de ucraineană (100%).